# Kotkhai
Kotkhai är en ort i Indien.   Den ligger i distriktet Shimla och delstaten Himachal Pradesh, i den norra delen av landet, 280 km norr om huvudstaden New Delhi. Kotkhai ligger 1 676 meter över havet och antalet invånare är 1 253.
Terrängen runt Kotkhai är kuperad åt nordost, men åt sydväst är den bergig. Kotkhai ligger nere i en dal. Runt Kotkhai är det ganska tätbefolkat, med 129 invånare per kvadratkilometer. Närmaste större samhälle är Theog, 17,2 km väster om Kotkhai. I omgivningarna runt Kotkhai växer i huvudsak blandskog.